# وثيقة العهد -جماعة الإخوان المسلمين في سورية
'وثيقة -عهد وميثاق -جماعة الإخوان المسلمون في سوريا' أصدرت جماعة الإخوان المسلمين في سوريا يوم 25 /3/2012 وثيقة سمتها «عهد وميثاق» وتعتبر الجماعة هذه الوثيقة «أساساً لعقد اجتماعي جديد، يؤسس لعلاقة وطنية معاصرة وآمنة بين مكونات المجتمع السوري»، وتلتزم فيها بالعمل من أجل أن تكون سوريا المستقبل دولة مدنية حديثة قائمة على التوافق وعلى دستور مدني تضعه جمعية تأسيسية منتخبة.
```
نص الوثيقة:
```

بسم الله الرحمن الرحيم
من أجل وطن حر، وحياة حرة كريمة لكل مواطن.. وفي هذه المرحلة الحاسمة من تاريخ سوريا، حيث يولد الفجر من رحم المعاناة والألم، على يد أبناء سوريا الأبطال، رجالا ونساءً، شباباً وأطفالاً وشيوخاً، في ثورة وطنية عامة، يشارك فيها شعبنا بكلّ مكوّناته، من أجل السوريين جميعاً.. فإننا في جماعة الإخوان المسلمون في سوريا، منطلقين من مبادئ ديننا الإسلامي الحنيف، القائمة على الحرية والعدل والتسامح والانفتاح.. نتقدّم بهذا العهد والميثاق إلى أبناء شعبنا جميعاً، ملتزمين به نصاً وروحاً، عهداً يصون الحقوق، وميثاقاً يبدد المخاوف، ويبعث على الطمأنينة والثقة والرضا.
يمثل هذا العهد والميثاق رؤية وطنية، وقواسم مشتركة، تتبناها جماعة الإخوان المسلمون في سوريا، وتتقدم بها أساساً لعقد اجتماعي جديد، يؤسّس لعلاقة وطنية معاصرة وآمنة بين مكوّنات المجتمع السوري بكل أطيافه الدينية والمذهبية والعرقية وتياراته الفكرية والسياسية.
يلتزم الإخوان المسلمون بالعمل على أن تكون سوريا المستقبل:
1 - دولة مدنية حديثة، تقوم على دستور مدنيّ، منبثق عن إرادة أبناء الشعب السوري، قائم على توافقية وطنية، تضعه جمعية تأسيسية منتخَبة انتخاباً حراً نزيها، يحمي الحقوق الأساسية للأفراد والجماعات، من أيّ تعسّف أو تجاوز، ويضمن التمثيل العادل لكلّ مكوّنات المجتمع.
2 - دولة ديمقراطية تعددية تداولية، وفق أرقى ما وصل إليه الفكر الإنساني الحديث، ذات نظام حكم جمهوري نيابي، يختار فيها الشعب من يمثله ومن يحكمه عبر صناديق الاقتراع، في انتخاباتٍ حرة نزيهة شفافة.
3 - دولة مواطنة ومساواة، يتساوى فيها المواطنون جميعاً، على اختلاف أعراقهم وأديانهم ومذاهبهم واتجاهاتهم، تقوم على مبدأ المواطنة التي هي مناط الحقوق والواجبات، يحقّ لأيّ مواطنٍ فيها الوصول إلى أعلى المناصب، استناداً إلى قاعدتي الانتخاب أو الكفاءة. كما يتساوى فيها الرجال والنساء، في الكرامة الإنسانية، والأهلية، وتتمتع فيها المرأة بحقوقها الكاملة.
4 - دولة تلتزم بحقوق الإنسان -كما أقرتها الشرائع السماوية والمواثيق الدولية- من الكرامة والمساواة، وحرية التفكير والتعبير، وحرية الاعتقاد والعبادة، وحرية الإعلام، والمشاركة السياسية، وتكافؤ الفرص، والعدالة الاجتماعية، وتوفير الاحتياجات الأساسية للعيش الكريم. لا يضامُ فيها مواطن في عقيدته ولا في عبادته، ولا يضيّقُ عليه في خاصّ أو عامّ من أمره.. دولة ترفضُ التمييز، وتمنعُ التعذيب وتجرّمه.
5 - دولة تقوم على الحوار والمشاركة، لا الاستئثار والإقصاء والمغالبة، يتشاركُ جميع أبنائها على قدم المساواة في بنائها وحمايتها، والتمتّع بثروتها وخيراتها، ويلتزمون باحترام حقوق سائر مكوناتها العرقية والدينية والمذهبية، وخصوصية هذه المكوّنات، بكل أبعادها الحضارية والثقافية والاجتماعية، وبحقّ التعبير عن هذه الخصوصية، معتبرين هذا التنوع عاملَ إثراء، وامتداداً لتاريخ طويل من العيش المشترك، في إطار من التسامح الإنسانيّ الكريم.
6 - دولة يكون فيها الشعب سيد نفسه، وصاحب قراره، يختار طريقه، ويقرّر مستقبله، دون وصاية من حاكم مستبدّ، أو حزب واحد، أو مجموعة متسلطة.
7 - دولة تحترم المؤسسات، وتقوم على فصل السلطات التشريعية والقضائية والتنفيذية، يكونُ المسؤولون فيها في خدمة الشعب. وتكون صلاحياتهم وآليات محاسبتهم محدّدةً في الدستور. وتكون القوات المسلحة وأجهزة الأمن فيها لحماية الوطن والشعب، وليس لحماية سلطة أو نظام، ولا تتدخّل في التنافس السياسيّ بين الأحزاب والقوى الوطنية.
8 - دولة تنبذ الإرهاب وتحاربه، وتحترم العهود والمواثيق والمعاهدات والاتفاقيات الدولية، وتكون عاملَ أمن واستقرار، في محيطها الإقليمي والدوليّ. وتقيم أفضل العلاقات الندّية مع أشقائها، وفي مقدمتهم الجارة لبنان، التي عانى شعبها -كما عانى الشعب السوريّ - من ويلات نظام الفساد والاستبداد، وتعملُ على تحقيق مصالح شعبها الإستراتيجية، وعلى استرجاع أرضها المحتلة، بكافة الوسائل المشروعة، وتدعم الحقوق المشروعة للشعب الفلسطينيّ الشقيق.
9 - دولة العدالة وسيادة القانون، لا مكان فيها للأحقاد، ولا مجال فيها لثأر أو انتقام.. حتى أولئك الذين تلوثت أيديهم بدماء الشعب، من أيّ فئة كانوا، فإنّ من حقهم الحصول على محاكمات عادلة، أمام القضاء النزيه الحرّ المستقل.
10 - دولة تعاون وألفة ومحبة، بين أبناء الأسرة السورية الكبيرة، في ظلّ مصالحة وطنية شاملة. تسقطُ فيها كلّ الذرائع الزائفة، التي اعتمدها نظامُ الفساد والاستبداد، لتخويف أبناء الوطن الواحد بعضهم من بعض، لإطالة أمدِ حكمه، وإدامة تحكّمه برقاب الجميع.
أكدت جماعة الإخوان المسلمون في سوريا على أن هذه هي رؤيتها وتطلعاتها للغد، وهذا العهد والميثاق هوأمام الله، وأمام الشعب، وأمام الناس أجمعين. وأن هذه الرؤية تؤكّدها اليوم، بعد تاريخٍ حافل في العمل الوطنيّ لعدة عقود، منذ تأسيس الجماعة على يد الدكتور مصطفى السباعي رحمه الله عام 1945.وأنهاعرضت ملامحها سابقا بوضوح وجلاء في ميثاق الشرف الوطنيّ عام 2001، وفي المشروع السياسيّ عام 2004، وفي الأوراق الرسمية المعتمدة من قِبَل الجماعة، بشأن مختلف القضايا المجتمعية والوطنية.